# Operação Vitória de Deus
Operação Vitória de Deus refere-se a uma operação militar realizada do final de agosto ao final de setembro de 2019 pelas forças iemenitas leais ao Conselho Político Supremo liderado pelos Houthis. Teve como alvo a Arábia Saudita e as forças aliadas ao longo da fronteira entre a Arábia Saudita e o Iêmen.
No auge da operação, no final de setembro, as forças lideradas pelos Houthis cercaram e destruíram uma concentração substancial das forças lideradas pelos sauditas. O porta-voz militar Houthi, Yahya Saree, em entrevista coletiva, afirmou que três brigadas pró-sauditas, juntamente com as forças da Arábia Saudita, foram cercadas e derrotadas após uma batalha de 72 horas ao sul de Najran. Milhares de forças inimigas foram registradas como baixas, com mais de 500 efetivos pró-sauditas mortos e 2.500 capturados  e 15 veículos queimados. De acordo com o porta-voz dos houthis, as brigadas sauditas estavam se preparando para um grande ataque contra os houthis em retaliação ao ataque às instalações petrolíferas de Abqaiq e Khurais, contudo os houthis conseguiram atrair as tropas sauditas para sua emboscada. Ainda segundo o porta-voz militar houthi, os sauditas realizaram ataques aéreos contra os cativos sauditas, porém garantiu às famílias dos cativos que eles poderiam esconder e protegê-los dos ataques aéreos da coalizão.  Os houthis descreveram o ataque como "a maior operação desde que a agressão começou em nosso país (Iêmen)". 